# Yalgo (Yalgo)
Pour les articles homonymes, voir Yalgo.
Yalgo est une commune et le chef-lieu du département de Yalgo situé dans la province du Namentenga de la région Centre-Nord au Burkina Faso. 

## Géographie
Ville importante du nord-est de la région, Yalgo est située à 45 km au nord-est de Tougouri, à environ 100 km au nord-est de Kaya et à environ 120 kilomètres au nord de Boulsa. La ville est traversée par la route nationale 3 reliant Ouagadougou au Sahel au nord-est du pays.
Yalgo se trouve sur les rives de la rivière Faga, un affluent du Niger, sur laquelle a été construit le barrage de Yalgo, créant un lac de retenue homonyme.

## Économie
En raison de la présence du lac de retenue du barrage de Yalgo, l'agriculture maraîchère et vivrière est une part importante de l'économie de la ville grâce à l'irrigation des parcelles cultivées sur le pourtour du lac et dans le bas-fond.
De plus, l'exploitation des mines d'or de Taparko par la société russe Nordgold joue aussi un grand rôle dans l'économie de Yalgo et de tout le département en général.

## Éducation et santé
Yalgo accueille un centre de santé et de promotion sociale (CSPS) tandis que le centre médical (CM) est à Tougouri et le centre médical avec antenne chirurgicale (CMA) de la province se trouve à Boulsa.
La ville possède plusieurs écoles primaires publiques et privées ainsi que le collège catholique Valentina-Giumelli d'enseignement général (CEG) et le collège privé Soukrane. Les lycées les plus proches se trouvent en revanche à Tougouri et Boulsa.